# Tibor Del Grosso
Tibor Del Grosso (født 27. juli 2003 i Eelde) er en cykelrytter fra Holland, der er på kontrakt hos Alpecin-Deceuninck.